# Luciano Baldessari

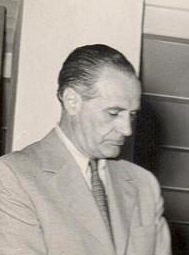
Luciano Baldessari

Luciano Baldessari  (* 10. Dezember 1896 in Rovereto; † 26. September 1982 in Mailand) war ein italienischer Architekt, Bühnenbildner, Maler und Designer.

## Werdegang und Ausbildung
Luciano Baldessari, Sohn des Schuhmachers Leopoldo Baldessari und dessen Frau Maria Casetti, war das sechste von neun Kindern der Familie. Nach dem frühen Tod seines Vaters im Jahr 1906 kam er in ein Waisenhaus, wo er sich bald mit Fortunato Depero anfreundete. Bereits mit 13 Jahren, noch während des Schulbesuchs wurde er Schüler von Luigi Comel, einem Kunstmaler mit Lehrauftrag an der k.k. Elisabethanischen Oberrealschule in Rovereto.
Nach dem Ausbruch des Ersten Weltkriegs übersiedelte Baldessari erst nach Schardenberg, dann nach Brunau, schließlich begann er in Wien ein Studium der Architektur. Noch kurz vor Ende des Krieges trat er in die österreichisch-ungarische Armee ein. 1919 kehrte Luciano Baldessari nach Italien zurück, um sein Studium an der Universität Mailand fortzusetzen. Am 14. Dezember 1922 erhielt er sein Diplom.
Neben der theoretischen Ausbildung entwarf er bereits die Fassade für einen Kirchenneubau in Vallarsa und besuchte bühnenbildnerische Kurse der Accademia di Brera.

## Praktische künstlerische und bauliche Tätigkeit
Im Jahr 1923 ging Baldessari als Bühnenbildner nach Berlin, wo er 1925 eine Aquarellausstellung in der Galerie des Verlags Gurlitt organisierte. Zugleich begann er eine Tätigkeit für Kino und Theater und machte dadurch Bekanntschaft mit Regisseuren wie Max Reinhardt und Erwin Piscator. Als Gast bei Carlo Belli erhielt er Gelegenheit, mit damals bereits bekannten Architekten wie Walter Gropius, Ludwig Mies van der Rohe oder Künstlern wie Oskar Kokoschka und Otto Dix zusammenzutreffen und sich deren Erfahrungen anzueignen.
In Berlin blieb Baldessari aber nur bis 1927, dann kehrte er nach Italien zurück, wo er sich der Gruppe 7 der italienischen rationalistischen Architekten anschloss.

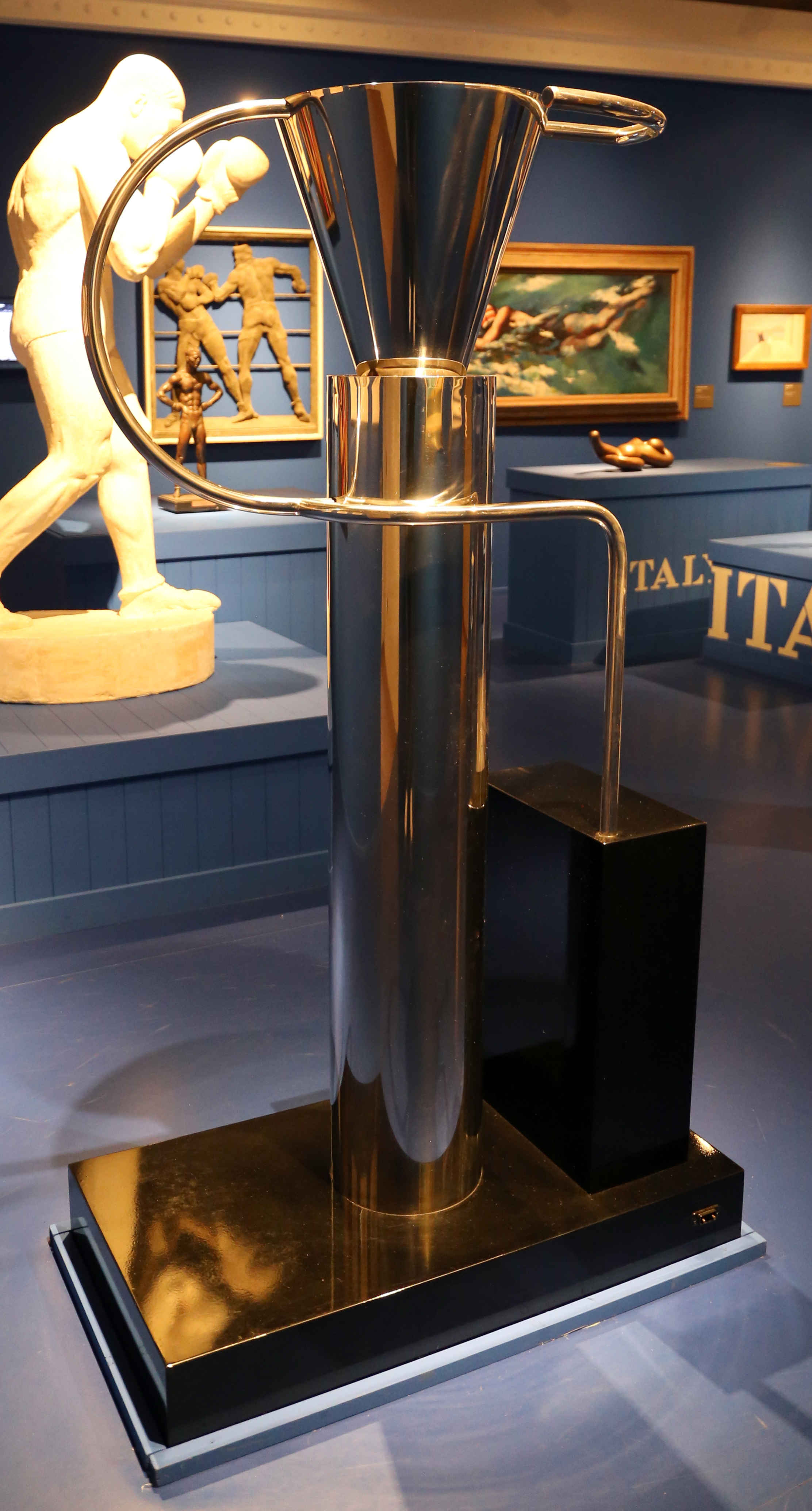
Luminator

Außer an Bauwerken arbeitete Baldessari auch an Innenausstattungen, so entwarf er 1926 die Stehleuchte Luminator, von der Gestalt einer Schneiderpuppe inspiriert.
Im Jahr 1927 begründete er die nationale Seidenausstellung in der Villa Olmo in Como. Im folgenden Jahr eröffnete Baldessari sein erstes Architekturbüro in Mailand, das sich über der Kirche Santa Marta befand. Zusammen mit Gio Ponti konzipierte er die italienischen Beiträge zur Expo 1929 in Barcelona, wo sein Luminator erstmals der Öffentlichkeit vorgestellt wurde.
Anschließend betätigte sich Baldessari als Industriedesigner für das Italcima-Werk in Mailand sowie für die Firmen Giuseppe Visconti di Modrone, Tatiana Pavlova und Enzo Ferrieri.
Die ersten bedeutenderen architektonischen Arbeiten Baldessaris  waren die Vesta-Pavillons auf der Mailänder Messe und das Pressegebäude für die V. Mailänder Triennale im Jahr 1934.
Mit dem Beginn des  Zweiten Weltkriegs wanderte Baldessari in die USA aus und verdiente seinen Lebensunterhalt mit Malereien und als Bühnenbildner, weil sein Architekturdiplom hier nicht anerkannt wurde. In New York traf er wieder mit Gropius und Van der Rohe zusammen, lernte Fernand Léger, Alfred Barr und Amédée Ozenfant kennen. Den Aufenthalt in Amerika nutzte er auch zu Bildungsreisen.
Nach Beendigung des Krieges in Europa nahm Baldessari seinen Wohnsitz ab 1948 wieder in Italien und konnte neue Pavillons für die Mailänder Messe (1951, 1953) realisieren. Er lud andere Architekten und Ingenieure, unter anderem Marcello Grisotti, Erminio Gosso, Giuseppe Dal Monte sowie Künstler wie Lucio Fontana, Umberto Milani, Attilio Rossi zur Teilnahme an der Messe ein.
Für die Triennale in Mailand entwarf und baute er die große Treppe.
Luciano Baldessari organisierte in den 1950er Jahren mehrere Kunstausstellungen in Mailand mit den Werken bedeutender Maler wie Vincent van Gogh im Palazzo Reale in Mailand, Rembrandt und die Niederländer des 17. Jahrhunderts, oder über etruskische Kunst und Zivilisation (1955) und über Amedeo Modigliani (1958).

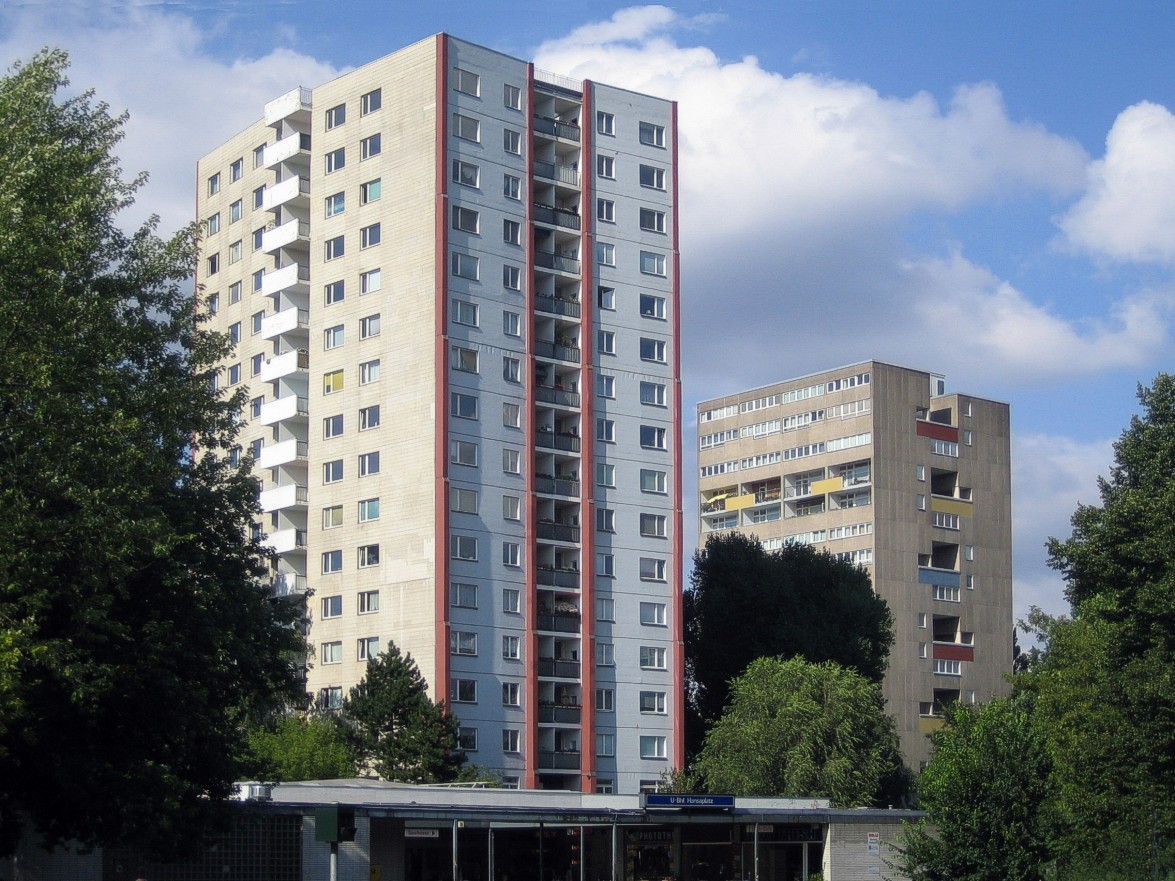
Punkthochhaus von Baldessari im Berliner Hansaviertel

Weitere Ausstellungen kuratierte er in den 1970er Jahren wiederum in Mailand: zu Roberto Crippa (1971), Lucio Fontana (1972) und zur Thematik La ricerca dell'identità (dt.: „Die Suche nach Identität“; 1974).
Zwischen 1955 und 1957 plante Baldessari für die in West-Berlin stattfindende Ausstellung Interbau 1957/58 ein 17-etagiges Wohnhochhaus und leitete die Bauarbeiten (Bartningallee 5), siehe Bild.
Zwischen 1962 und 1966 entwarf und baute er das Altersheim Villa Letizia in Caravate in der Provinz Varese, zusammen mit einer Kapelle (Santa Lucia).
Im Jahr 1965 heiratete er in Basel die ukrainische Schauspielerin Schifra Gorstein, ließ sich aber 1977 wieder scheiden.
Im Juni 1982 heiratete er seine Kollegin Zita Mosca, mit der er langjährig zusammen gearbeitet hatte. Im gleichen Jahr starb Baldessari in Mailand und wurde dort beigesetzt.

## Werke (Zusammenfassung, Auswahl)

### Bauwerke
Die realisierten Bauten von Baldessari werden den Stilen des Futurismus und Rationalismus zugeordnet.
- 1927: Einrichtung der Notari-Bibliothek (Libreria Notari), Mailand
- 1928–1933: Varese-Schuhfabrik (Calzaturificio di Varese), Mailand
- 1931/1932: Daf-Bürogebäude  (Palazzo per uffici Daf), Mailand
- 1932: Appartementhaus Spadicini (Appartamento Spadicini), Mailand
- 1932–1939: Industriekomplex Italcima, Mailand
- 1933: Pressepavillon, V. Triennale Mailand
- 1933: Vesta-Pavillon, Internationale Messe Mailand
- 1934–1936: Haus in der Via Pancaldo, Mailand
- 1935/1936: Modehaus (Negozio Ultimoda Daf), Mailand
- 1935–1937: ein Mutter-Kind-Haus, Brescia
- 1936/1937: Projekt Villa alla Giudecca, Venedig
- 1936/1937: Projekt San Babila, Mailand
- 1937: Projekt Palazzo E41, Rom
- 1951: Atrium und große Treppe, IX. Triennale Mailand
- 1951–1955: Breda-Pavillon, Internationale Messe Mailand
- 1952: Ausstellungskonzept für Vincent van Gogh im Palazzo Reale, Mailand
- 1954: Zentrale des Wasserkraftwerks St. Florian, Neumarkt (Südtirol)
- 1954: Fertighäuser, X. Triennale Mailand
- 1954–1958: Hochhaus im Berlin-Hansaviertel
- 1955: Ausstellung über Etruskische Kunst, Palazzo Reale, Mailand
- 1957–1961: Quartiere Feltre, Mailand
- 1960–1961 und 1961–1962: Eigentumswohnungen in Rovereto
- 1961–1963: Standortprojekt Gefallenenglocke, Rovereto
- 1961–1962: Projekt Brunnen der Ersparnisse (Fontana del risparmio), Mailand, Piazza Garibaldi
- 1962–1968: Villen-Komplex Letizia, Caravate
- 1966: Pavillon Italsider, Internationale Messe Mailand
- 1972: Ausstellungskonzept für Lucio Fontana, Palazzo Reale, Mailand

### Einrichtungsgegenstände, Veröffentlichungen (Auswahl)
- 1929: Stehlampe Luminator[2]
- 1933: große Verkaufseinrichtung/Vitrine[3]
- 1940: eine dreigeteilte leichte Holzkommode für eine Residenz (Una cassettiera disegnata per una residenza...)[4]
- 1940: zwei Holzkommoden
- 1958: Katalog für die Ausstellungen in den Instituten: Städelschule, Staatliche Hochschule für Bildende Kunst, Frankfurt am Main, 11. Oktober–31. Oktober 1958, Die Neue Sammlung (Staatliches Museum für angewandte Kunst in München), 25. November–23. Dezember 1958.[5]

### Bilder (Auswahl)
- Fischerboot und Personen am Ufer des Lago Maggiore mit Blick auf die Isola Bella; Öl auf Leinwand
- 1922: Diskussion
- Fischerboote in der Lagune von Venedig
- Tessiner Ansicht[6]

## Ausstellungen
– Solo oder Beteiligung an kollektiven Ausstellungen –
- Mailand 1969/1970 im Theatermuseum La Scala
- Rovereto 1970 im Palazzo Rosmini
- Venedig: Biennale 1976, 1978
- Mailand 1978 in der Galleria Schettini und in der Corrente-Stiftung
- Paris 1981 im Kulturinstitut

## Archiv
Der Nachlass von Luciano Baldessari wurde in drei Bereiche aufgeteilt und unterschiedlichen Einrichtungen übergeben:
1. Im Centro di alti studi sulle arti visive (CASVA) im Mailänder Castello Sforzesco befinden sich die künstlerischen Dokumente aus dem Zeitraum 1915 bis 1980.
2. Im Mailänder Polytechnikum werden die Dokumentationen zu 174 Projekten aus den Bereichen Stadtplanung, Architektur und Innenausstattung der Jahre 1927 bis 1982 aufbewahrt.
3. Das Museum für moderne und zeitgenössische Kunst von Trient und Rovereto (MART) beherbergt im Archiv des 20. Jahrhunderts die persönlichen Dokumente des Architekten (privater Schriftverkehr, Fotos).

## Auszeichnung
- 1978 Feltrinelli-Preis der Accademia Nazionale dei Lincei